# مايك ستيوارت (لاعب كرة سلة)
مايك ستيوارت (1950 بسان فرانسيسكو في الولايات المتحدة - ) (بالإنجليزية: Mike Stewart)‏ هو لاعب كرة سلة أمريكي في مركز الوسط. لعب مع Santa Clara Broncos men's basketball ‏.

## وصلات خارجية
- مايك ستيوارت على موقع كلية كرة السلة في سبورتس رفرنس.كوم (الإنجليزية)